# Anemona Crisan
Anemona Crisan (* 1980 in Bukarest) ist eine österreichische Künstlerin mit rumänischen Wurzeln. Sie lebt und arbeitet in Wien.

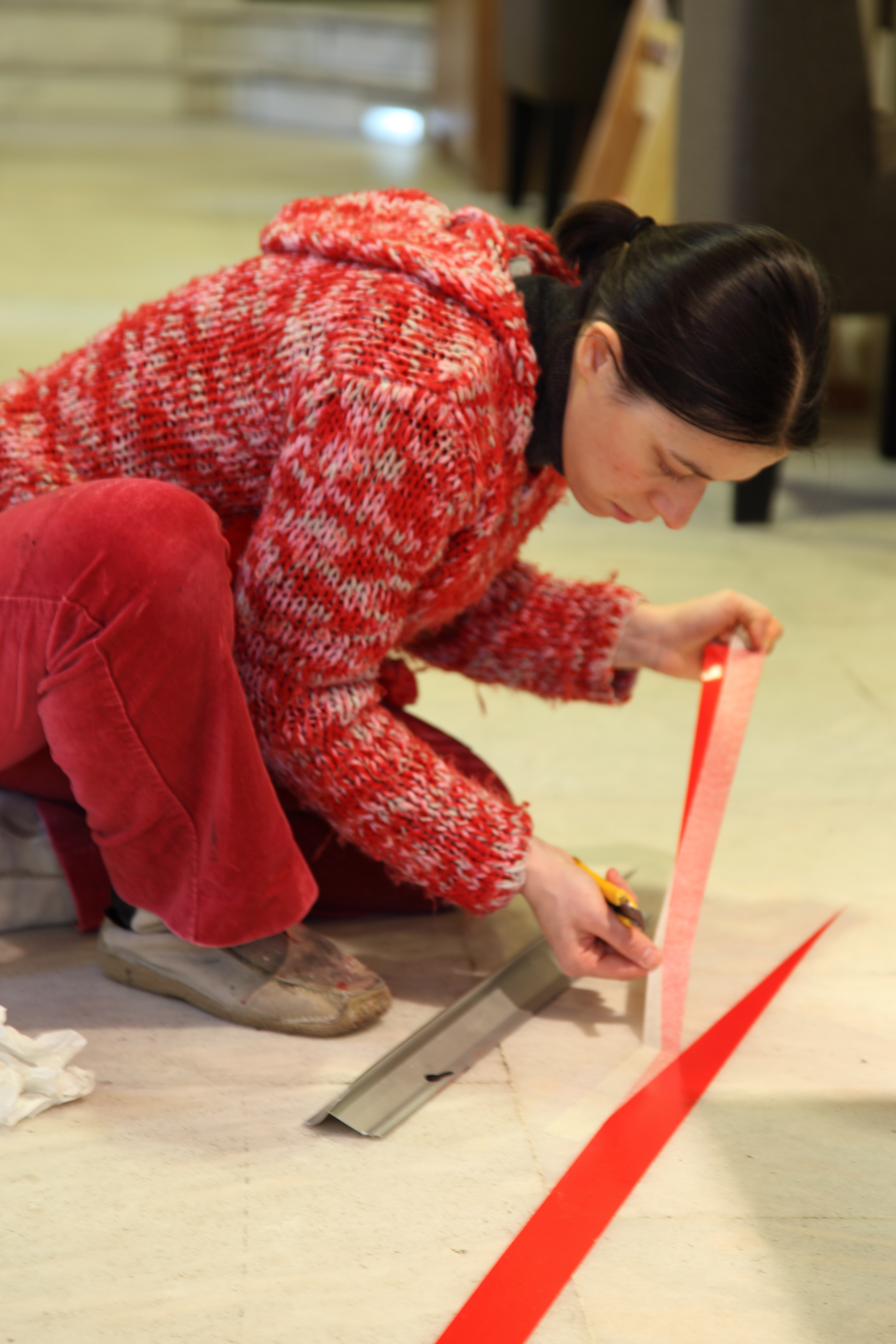

## Leben
Anemona Crisan übersiedelte 1991 nach Österreich, wo sie zunächst in Innsbruck aufwuchs. 2002 ging sie an die Akademie der bildenden Künste Wien. Hier studierte sie zwischen 2002 und 2011 Bildende Kunst (zunächst bei Walter Obholzer und Erwin Bohatsch) und schloss 2011 bei Gunter Damisch ab. Parallel dazu absolvierte sie 2000 bis 2007 das Studium der Kunstgeschichte an den Universitäten Innsbruck und Wien.

## Werke
Anemona Crisans zentrales Medium ist die Zeichnung, die sie in verschiedenen Formaten, von Arbeiten auf Papier und Leinwand bis zu raumgreifenden Installationen auslotet. Thematisch kreisen ihre Werke um die Themen Körper, Architektur und Technik. Ausgangspunkt ist immer der menschliche Körper: „In diesen zwischen Figurativem und Abstraktem oszillierenden Bildwelten verhandelt die Künstlerin Fragen der Identitätsfindung… Ihre oft androgynen, stereotypen Figuren sind von plastischen Strukturen bedeckt, durchdrungen, umwoben bedroht und geschützt zugleich. Wie das gesellschaftliche System, das uns prägt und ebenso von uns geprägt wird, das gleichzeitig Zuhause und Kampffeld ist, sind diese Strukturen ambivalent.“
In der Intervention Aufbruch ins Innere in der Zachęta – National Gallery of Art Warschau (2014), „eignete sich Anemona Crisan den Raum durch eine Geste der Annexion an. Diese Vorgangsweise ist charakteristisch für viele ihrer vorangegangenen Werke. Die Künstlerin dringt willkürlich in den Raum ein, hat keine Angst davor ihn zu stören, zu kippen, ihn nach ihren eigenen Ideen und Vorstellungen zu verändern.“
Anemona Crisan hat 2014 das Buch Die Anatomie des Raums veröffentlicht. Der Titel beschreibt ihre künstlerische Auseinandersetzung mit der Beziehung zwischen Architektur und Mensch.

## Einzelausstellungen
- 2016: Écorché, Bildraum07, Wien
- 2016: Innere Architekturen, Karin Wimmer Contemporary München
- 2015: Raumintervention Landesmuseum Ferdinandeum, Innsbruck
- 2015: Space Intruders, UGM Maribor Art Gallery, Maribor, Slowenien
- 2015: Intervention, bsa Galerie, Wien
- 2014: Aufbruch ins Innere, Zachęta – Narodowa Galeria Sztuki, Warschau
- 2012: Raum-Verleibung, Andechsgalerie, Innsbruck
- 2011: Zwang-Los, Diplomarbeit, Akademie der bildenden Künste Wien
- Permanente Installationen: Raumintervention Landesmuseum Ferdinandeum, Innsbruck (Historischer Gang)